# Neemias Queta
Neemias Esdras Barbosa Queta (Lisboa, 13 de julho de 1999) é um basquetebolista português que joga na posição de poste e representa a equipa dos Boston Celtics na NBA. Foi o primeiro português da história a ser escolhido no Draft da NBA, primeiro a jogar na NBA e o primeiro a ser campeão da NBA.

## Infância e juventude
Nascido em Lisboa e filho de pais guineenses, Neemias Queta cresceu na margem sul do Tejo, mais precisamente no Vale da Amoreira, localidade que pertence ao município da Moita. Driblou pela primeira vez num campo de basquetebol com dez anos, seguindo os passos da irmã mais velha (que jogava no Grupo Desportivo da Escola Secundária de Santo André - GDESSA). O atleta iniciou-se ao serviço das camadas jovens do FC Barreirense, onde jogou até à temporada 2016/17.

## Percurso universitário
Ingressou na Utah State University no ano lectivo de 2018. Em 19 de novembro de 2018, Queta registou o recorde da temporada de caloiros com 24 pontos, nove ressaltos e cinco bloqueios na vitória de 80-63 sobre o Saint Mary's. Como novato, teve um média de 11,8 pontos, 8,9 ressaltos e 2,4 bloqueios por jogo, ganhando as honras na segunda equipa do All-Mountain West, caloiro do ano e jogador defensivo do ano. O português estabeleceu o recorde do programa numa única temporada com 84 bloqueios, tendo-se declarado disponível para o draft da NBA de 2019. Contudo retirou a sua candidatura e regressou à universidade. Queta perdeu os primeiros nove jogos de sua segunda temporada devido a uma lesão no joelho. No segundo ano, teve média de 13 pontos, 7,8 ressaltos e 1,7 bloqueios por jogo, repetindo a presença na segunda equipa do All-Mountain West e All-Defensive Team.
Em 17 de fevereiro de 2021, Queta registou o recorde da sua carreira com 32 pontos e 10 ressaltos na derrota por 79-70 contra a Boise State. Em 12 de março, marcou 18 pontos, conseguiu 14 ressaltos e um recorde escolar de nove bloqueios na vitória por 62-50 contra a Colorado State nas semifinais do torneio Mountain West. Na sua temporada júnior, Queta teve uma média de 14,9 pontos, 10,1 ressaltos, 3,3 bloqueios e 2,7 assistências por jogo. Foi nomeado para a equipa principal do All-Mountain West e considerado jogador defensivo do ano. Aliás, Queta foi um dos quatro finalistas do prémio Naismith de Jogador Defensivo do Ano, tendo ainda quebrado o seu próprio recorde de bloqueios, ficando em terceiro lugar em bloqueios por jogo e terminou o seu percurso universitário como o líder de todos os tempos em bloqueios no estado de Utah. Em 29 de março, o atleta luso declarou-se, novamente, disponível para o draft da NBA de 2021, renunciando à universidade.

## Percurso profissional

### Benfica (2017–2018)
Na temporada 2017-18, jogou no SL Benfica, fazendo 29 jogos na equipa B, que competia na Proliga e quatro jogos pela equipa principal, que compete na Liga Portuguesa de Basquetebol. No dia 31 de agosto de 2018 separou-se oficialmente das águias, rumando aos Utah State, equipa universitária nos Estados Unidos da América.

### Sacramento Kings (2021–2023)
Queta foi selecionado na segunda ronda do Draft da NBA de 2021 como a 39.ª escolha dos Sacramento Kings, tornando-se o primeiro jogador português a entrar na NBA. 
Em 8 de agosto de 2021, assinou um "contrato duas vias" com a equipa californiana, dividindo o tempo com a afiliada da NBA G League, os Stockton Kings.
A 17 de agosto de 2021, os Sacramento Kings vencem a Summer League NBA, ao baterem os Boston Celtics, por 100-67. Queta teve presença assídua em todos os jogos da equipa californiana, que não vencia o torneio de Las Vegas desde 2014, ano em que derrotaram os Houston Rockets.
Em 17 de dezembro de 2021, Queta fez sua estreia na NBA contra o Memphis Grizzlies, conseguindo cinco ressaltos, adicionando uma assistência e um bloqueio. O português entrou para os protocolos da COVID-19 em 21 de dezembro, mas foi libertado para para voltar a competir em 30 de dezembro.
Queta voltou à G League em 5 de janeiro de 2022, registando 21 pontos e 12 ressaltos para Stockton na vitória por 103-80 sobre os Birmingham Squadron. Em 11 de janeiro de 2022, tornou-se o primeiro jogador português a marcar pontos na NBA, registando 11 pontos e cinco ressaltos na derrota por 109-108 para o Cleveland Cavaliers.
Mesmo não sendo uma opção regular dos Sacramento Kings, Neemias Queta foi o jogador mais votado da equipa californiana para o NBA All Star Game de 2022. O atleta português recebeu 88 534 votos do público e contou ainda com um voto de um jogador da NBA.
Foi nomeado para o Next Up Game da G League para a temporada 2022–23.
Em 8 de agosto de 2023, Queta assinou um contrato padrão com os Sacramento Kings, mas foi dispensado em 12 de setembro.

### Boston Celtics (2023–presente)
Em 19 de setembro de 2023, Neemias Queta assinou um "contrato de duas vias" com os Boston Celtics.
Em 26 de novembro de 2023, Neemias Queta contribuiu com sete pontos e um recorde pessoal de 10 ressaltos na NBA na vitória caseira dos Boston Celtics sobre os Atlanta Hawks (113-103). No final, foi galardoado com o Tommy Award, prémio que reconhece os jogadores que se destacam na defesa da sua equipa e que têm um impacto que não pode ser traduzido em dados estatísticos.
Em 19 de dezembro de 2023, na derrota do Boston Celtics por 132-126 contra os Golden State Warriors, Queta registou o seu primeiro duplo-duplo ao marcar 10 pontos e conseguir 10 ressaltos em 21 minutos de jogo. Repetiu o feito quatro dias depois contra os Los Angeles Clippers, marcando 14 pontos e arrecadando 10 ressaltos.
Com destaque positivo nesta temporada com as cores dos Celtics, Queta ficou em 49.º lugar na votação do Leste para alas e postes para o NBA All Star Game de 2024, tendo arrecadado 15 967 votos de fãs, sendo dois de jogadores da NBA e nenhum de jornalistas.[carece de fontes?]
No dia 8 de abril de 2024, Queta assinou contrato padrão com os Boston Celtics. O compromisso surgiu depois dos desempenhos positivos do poste português na campanha dos Maine Celtics, da NBA G League, durante os playoff que culminou com uma prestação de 16 pontos e 19 ressaltos no triunfo ante os Long Island Nets na final da conferência Este daquela liga e consequente apuramento da equipa para a final.
Com 19 pontos, nove ressaltos, seis bloqueios e uma assistência em apenas 19 minutos em campo na vitória (132-122) contra os Washington Wizards no último jogo da temporada regular a 14 de abril de 2023, Queta fez algo nunca visto na história da NBA, alcançando um feito inédito.
A 15 de abril de 2024, sagra-se vice-campeão da NBA G League ao serviço dos Maine Celtics tendo perdido por à melhor de três jogos contra os Oklahoma City Blue.
No dia 7 de maio de 2024, estreia-se em playoffs da NBA com 2 pontos e 2 ressaltos em pouco menos de 3 minutos de jogo, na vitória contra os Cleveland Cavaliers (120-95). No dia 14 de junho de 2024, estreia-se nas finais do playoff da NBA com 2 pontos e 1 desarme de lançamento em cerca de 5 minutos de jogo, na derrota contra os Dallas Mavericks (84-122).
Com a camisola dos Boston Celtics, depois de jogar 31 partidas e marcar 141 pontos, Neemias Queta sagra-se campeão da NBA no dia 17 de junho de 2024.Foram precisas somente 3 temporadas na competição, e apenas 1 nos Celtics, para ser o primeiro português a alcançar o tão desejado título do basquetebol ao nível de clubes, a NBA. No entanto, nem tudo foi bom. Neemias Queta não foi uma escolha do treinador Joe Mazzulla no duelo da final, uma vez que tinha perdido o pai na véspera da conquista. Djaneuba Queta, pai do jogador, há alguns meses que se encontrava doente e veio a falecer horas antes da festa do título, aos 59 anos.
No dia 1 de julho de 2024, horas depois de os Boston Celtics decidirem não ter acionado o direito de opção sobre Neemias Queta, o poste português assina contrato de longa duração com os verdes, revelando ser aposta de futuro da franquia de Massachusetts.
No dia 5 de Novembro de 2024,Neemias foi titular pela primeira vez na NBA versus os Atlanta Hawks.

## Seleção Portuguesa
Queta representou Portugal na Divisão B do Campeonato Europeu Sub-18 da Fiba 2017, na Estónia, onde obteve uma média de 10,2 pontos, 8,6 ressaltos e 1,2 bloqueios por jogo. Competiu na Divisão B do Campeonato Europeu Sub-20 da Fiba 2018, na Bulgária, com uma média de 14,1 pontos, 10,3 ressaltos e 2,9 bloqueios por jogo. E ainda na Divisão B do Campeonato Europeu Sub-20 da Fiba 2019, em Portugal, onde levou o país anfitrião à medalha de ouro. Naquela competição teve uma média de 14,3 pontos, 11 ressaltos e dois bloqueios por jogo, ganhando honras em todos os torneios. Nas semifinais, sofreu uma lesão no joelho esquerdo que o afastou da final.
Neemias Queta foi escolhido como a Personalidade do Ano de 2022 para a Federação Portuguesa de Basquetebol, e por isso o seu nome foi indicado pela FPB para a 26.ª Gala do Desporto, da Confederação do Desporto de Portugal.